# Загидулин, Артём Ринатович
Артём Ринатович Загидулин (род. 8 августа 1995, Магнитогорск, Челябинская область) — российский хоккеист, вратарь московского «Спартака».

## Биография
Воспитанник магнитогорского «Металлурга». В составе «Металлурга» участвовал в первенствах России среди юношей 1995 г.р. (в сезонах 2007/08 — 2011/12), играл в клубах системы «Металлурга» «Стальные лисы» Магнитогорск в сезонах 2021/13 — 2015/16 в Молодёжной хоккейной лиге, «Южный Урал» Орск в сезонах 2014/15 — 2016/17 и «Зауралье» Курган (2017/18) в Высшей хоккейной лиге.
24 декабря 2015 года дебютировал в Континентальной хоккейной лиге, заменив Василия Кошечкина, к 27-й минуте домашнего матча со СКА (4:5) пропустившего четыре шайбы. Загидуллин из 14 бросков отбил 13. Следующий матч провёл 26 августа 2016 года в гостях также против СКА — на 57-й минуте при счёте 2:4 сменил Кошечкина. Через 20 секунд сменился на шестого полевого игрока, позже в ворота вновь встал Кошечкин. 24 сентября в обмен на денежную компенсацию перешёл в «Куньлунь Ред Стар» (23 сентября — 21 ноября 2016 года). Сыграв пять матчей, был признан лигой лучшим новичком октября. В ноябре вернулся обратно в «Металлург». С 29 ноября 2016 года играл за фарм-клуб «Южный Урал» Орск. В сезоне 2017/18 играл за фарм-клуб «Металлурга» «Зауралье» Курган. В сентябре 2017 года признан болельщиками лучшим хоккеистом курганской команды.
10 апреля 2019 года, будучи незадрафтованным, заключил однолетний контракт новичка с клубом Национальной хоккейной лиги «Калгари Флэймз». Сезон 2019/20 провёл в фарм-клубе «Стоктон Хит» в Американской хоккейной лиге. Перед сезоном 2020/21 отказался от контракта с «Металлургом» и подписал однолетнее двухстороннее соглашение с «Калгари». Тем не менее в октябре 2020 года подписал краткосрочный контракт с «Металлургом» (21 октября — 17 декабря 2020 года). 21 октября, в первой игре с «Куньлунем», пропустив пять шайб (четыре из них — во втором периоде), был заменён на 38-й минуте. В начале января 2021 года был приглашён в тренировочный лагерь «Калгари». 25 февраля в гостевом матче с «Оттава Сенаторз» (1:6) провёл единственный матч в НХЛ, заменив во втором периоде при счёте 1:4 Давида Риттиха. Остаток сезона отыграл в «Стоктон Хит», проведя шесть матчей.
Не получив предложения от «Калгари», 13 сентября 2021 года подписал однолетний двухсторонний контракт с «Металлургом». Будучи третьим вратарём, сыграл три матча и через два месяца расторг соглашение с 18 ноября 2021 года, подписав контракт с 30 ноября 2021 года до конца сезона с финским «Лукко». 6 мая 2023 года заключил годичный контракт с магнитогорским «Металлургом».
27 декабря 2023 года по соглашению сторон контракт Загидулина с магнитогорским «Металлургом» был расторгнут. Сразу после расторжения контракта с магнитогорским «Металлургом» на правах свободного агента подписал контракт с нижнекамским «Нефтехимиком». Дебютировал за нижнекамский «Нефтехимик» 5 января 2024 года против своей бывшей команды — магнитогорского «Металлурга», где в конце второго периода, на 37-й минуте, не пропустив ни одной шайбы, получил травму и был заменён. Победу в матче одержала команда «Нефтехимик» (2:1 OT). 26 декабря 2024 года в результате обмена на Тимура Хайруллина, стал игроком московского «Спартака». На следующий день клуб заключил с Загидулиным контракт до 2026 года. 1 июня 2025 года продлил контракт со «Спартаком» до конца сезона 2026/27.